# أرتور جريجوريان
أرتور جريجوريان مواليد 20 أكتوبر 1967 في طشقند، الجمهورية الأوزبكية السوفيتية الاشتراكية، هو ملاكم محترف أرمني يصنف ضمن فئة الوزن الخفيف بدأ مسيرته الاحترافية سنة 1994 حيث انتصر في نزاله الأول. حقق بطولة منظمة الملاكمة العالمية. شارك في دورة الألعاب الأولمبية الصيفية سنة 1992.

## المسيرة الاحترافية
من نزالاته:
- خسر أمام أسيلينو فريتاس (2004/01/03).
- انتصر على مايكل كلارك بالضربة القاضية (1999/10/09).

## إحصائيات
خاض خلال مسيرته 39 نزالا، فاز في 38 ولم يتعادل وخسر في 1. فاز بالضربة القاضية في 22 نزالا.

## روابط خارجية
- أرتور جريجوريان على موقع بوكس ريك (الإنجليزية) (registration required)
- أرتور جريجوريان على موقع أوليمبيديا (الإنجليزية)